# Bucyrus (Ohio)
Bucyrus és una població dels Estats Units a l'estat d'Ohio. Segons el cens del 2000 tenia 13.224 habitants.

## Demografia
Segons el cens del 2000, Bucyrus tenia 13.224 habitants, 5.559 habitatges, i 3.552 famílies. La densitat de població era de 699,4 habitants/km².
Dels 5.559 habitatges en un 29,6% hi vivien nens de menys de 18 anys, en un 46,6% hi vivien parelles casades, en un 13% dones solteres, i en un 36,1% no eren unitats familiars. En el 30,9% dels habitatges hi vivien persones soles el 12,8% de les quals corresponia a persones de 65 anys o més que vivien soles. El nombre mitjà de persones vivint en cada habitatge era de 2,33 i el nombre mitjà de persones que vivien en cada família era de 2,9.
Per edats la població es repartia de la següent manera: un 24,3% tenia menys de 18 anys, un 8,8% entre 18 i 24, un 27,4% entre 25 i 44, un 23,4% de 45 a 60 i un 16% 65 anys o més.
L'edat mediana era de 38 anys. Per cada 100 dones de 18 o més anys hi havia 86,3 homes.
La renda mediana per habitatge era de 32.394 $ i la renda mediana per família de 40.120 $. Els homes tenien una renda mediana de 31.743 $ mentre que les dones 20.795 $. La renda per capita de la població era de 17.027 $. Aproximadament el 8,9% de les famílies i el 12% de la població estaven per davall del llindar de pobresa.

## Poblacions més properes
El següent diagrama mostra les poblacions més properes.